# Mandragola (1965)
Mandragola (Originaltitel: La mandragola; Alternativtitel Mandragola oder Der Liebhaber als Arzt) ist eine italienisch-französische Filmkomödie (1965) nach Niccolò Machiavellis Mandragola mit Rosanna Schiaffino und Philippe Leroy.

## Handlung
Als sich der junge Callimaco für längere Zeit in Paris aufhält, erzählt ihm ein Freund von der schönen Lucrezia, die seit vier Jahren mit dem einfältigen Notar Nicia Calfucci verheiratet ist. Das Paar ist zu seinem Bedauern immer noch kinderlos.
Zurück in Florenz, verliebt sich Callimaco sofort in die junge Schöne, als er sie zum ersten Mal sieht. Alle Versuche, die tugendhafte Frau zu verführen, schlagen fehl. Ligurio, ein Tunichtgut, der seinen Freunden auf der Tasche liegt, rät ihm zu einer List. Callimaco soll sich als Arzt ausgeben, der ein Mittel hat, Lucrezia von ihrer Unfruchtbarkeit zu heilen, auch wenn die Ursache in Wahrheit an der Zeugungsunfähigkeit des Notars liegt. Das Mittel ist eine Alraunwurzel (it. = mandragola), die allerdings eine unerfreuliche Nebenwirkung hat: Wer den ersten sexuellen Kontakt mit der Frau hat, die das Mittel zu sich genommen hat, wird dabei vergiftet und stirbt.
Um zu verhindern, dass der Ehemann ums Leben kommt, seine Ehre aber für die Öffentlichkeit gewahrt bleibt, will man sich zunächst des erstbesten Kerls bemächtigen, der am Haus vorbeikommt und der Nicias Platz im ehelichen Bett einnehmen soll. Nicia ist schnell überredet, aber Lucrezia, die eine fromme und tugendhafte Frau ist, weigert sich. Nun werden auch Lucrezias Mutter und der Beichtvater Timoteo in das Komplott einbezogen. Die beiden können Lucrezia, u. a. mit Zitaten aus der Bibel überzeugen, in die „Kur“ einzuwilligen. Also verkleidet sich Callimaco als Arzt und wird von Niceo persönlich in das eheliche Schlafgemach geführt.

## Kritik
Filmdienst: Frivol überzogenes Lustspiel, wenig feinfühlig bei der Einbeziehung religiöser Motive.